# She Married an Artist
Pour plus de détails, voir Fiche technique et Distribution.
She Married an Artist est un film américain réalisé par Marion Gering et sorti en 1937.

## Synopsis
Un artiste américain préfère épouser une créatrice de mode parisienne plutôt que son mannequin avant de se rendre compte de son erreur.

## Fiche technique
- Réalisation : Marion Gering
- Scénario : Gladys Lehman, Delmer Daves d'après une histoire d'Avery Strakosch
- Chef opérateur : Merritt B. Gerstad
- Production : Columbia Pictures
- Montage : Viola Lawrence
- Durée : 77 minutes
- Date de sortie : 27 novembre 1937

## Distribution
- John Boles : Lee Thornwood
- Luli Deste : Toni Bonnet
- Frances Drake : Sally Dennis
- Helen Westley : Martha Moriarty
- Alexander D'Arcy : Phillip Corval
- Albert Dekker : Whitney Holton
- Marek Windheim : Jacques
- Franklin Pangborn : Paul
- Julie Bishop : Betty Dennis
- Harold Goodwin